# Japan Soccer League 1966
La temporada 1966 de la Japan Soccer League fue el segundo campeonato de Primera División del fútbol japonés organizado por la Japan Soccer League. El torneo se desarrolló en una rueda de todos contra todos. 
Toyo Kogyo gana el título por segunda vez en su historia.

## Clasificación
| Pos | Equipo             | Pts | PJ | G  | E | P  | GF | GC | DIF  |
| --- | ------------------ | --- | -- | -- | - | -- | -- | -- | ---- |
| 1.  | Toyo Kogyo         | 25  | 14 | 12 | 1 | 1  | 43 | 6  | ＋37 |
| 2.  | Yawata Steel       | 21  | 14 | 10 | 1 | 3  | 33 | 16 | ＋17 |
| 3.  | Furukawa Electric  | 20  | 14 | 9  | 2 | 3  | 30 | 17 | ＋13 |
| 4.  | Mitsubishi Motors  | 18  | 14 | 8  | 2 | 4  | 24 | 24 | ±0   |
| 5.  | Hitachi            | 13  | 14 | 5  | 3 | 6  | 24 | 28 | －4  |
| 6.  | Toyota Industries  | 7   | 14 | 2  | 3 | 9  | 10 | 29 | －19 |
| 7.  | Nagoya Mutual Bank | 4   | 14 | 2  | 0 | 12 | 12 | 34 | －22 |
| 8.  | Yanmar Diesel      | 4   | 14 | 1  | 2 | 11 | 7  | 29 | －22 |

|  |            |
|  | Campeón.   |
|  | Promoción. |

## Promociones
| JSL                                | 1st leg | 2nd leg | Senior Cup                   |
| ---------------------------------- | ------- | ------- | ---------------------------- |
| Nagoya Mutual Bank (JSL 7th Place) | 2-3     | 1-2     | Nippon Kokan (cup runner-up) |
| Yanmar Diesel (JSL 8th Place)      | 1-0     | 1-1     | Urawa Club (cup winner)      |